# ماري آن بن-ساليك

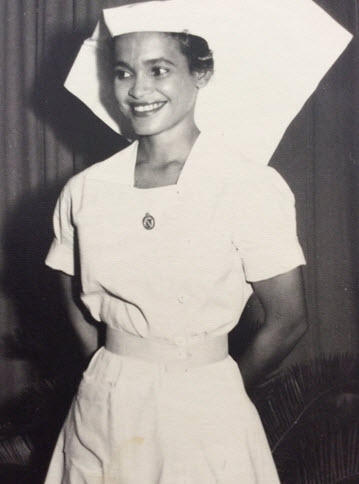
ماري آن بن-ساليك سنة 1962

ماري آن بن-ساليك (بالإنجليزية: MaryAnn Bin-Sallik)‏ هي أكاديمية أسترالية تنتمي إلى سكان أستراليا الأصليين. علمت بالتمريض في مناطق السكان الأصليين لسبعة عشر عامًا قبل أن تتخصص في الدراسات المتعلقة بالسكان الأصليين وثقافتهم، وهي أول من حصل على درجة الدكتوراه من جامعة هارفارد من سكان أستراليا الأصليين.

## المراجغ
1. ↑   https://www.vic.gov.au/emeritus-professor-maryann-bin-sallik-ao. اطلع عليه بتاريخ 2025-03-11. {{استشهاد ويب}}: |url= بحاجة لعنوان (مساعدة) والوسيط |title= غير موجود أو فارغ (من ويكي بيانات) (مساعدة)
2. ↑  Melbourne, National Foundation for Australian Women and The University of. "Bin-Sallik, Mary Ann - Woman - The Australian Women's Register". www.womenaustralia.info (بالإنجليزية البريطانية). Archived from the original on 2018-06-20. Retrieved 2018-06-20.